# Kankandi (Niger)
Kankandi est une localité et une commune rurale du Niger, du département de Boboye, région de Dosso.

## Géographie
La localité de Kankandi est située à 26 km au sud du chef-lieu départemental Birni N'Gaouré.
|         | Birni N'Gaouré | Gollé |
| Fabidji | Kankandi       | Gollé |
| Falmey  | Guilladjé      |       |

## Histoire
La commune rurale de Kankandi instaurée en 2002, est issue d'une partie du canton de Birni N'Gaouré-Boboye.

## Population
Lors du recensement général de 2012, la population communale est relevée à 16 565 habitants. La localité compte 971 habitants en 2012.

## Localités
La commune s'étend sur 27 villages, 35 hameaux et 7 camps au sud-est du département de Boboye.

## Services et infrastructures
- Centre de Santé Intégré (CSI) à Kankandi[5].
- Centre de formation des métiers (CFM) à Kankandi.